# 左龍屬
左龍屬（學名：Zuolong）是原始虚骨龍類恐龍的一屬，化石是在2001年发现于中国新疆五彩湾的石树沟组上部，生活年代为晚侏羅紀早期（牛津階），約1億6000萬年前。正模標本（編號IVPP V15912）是一個部分身體骨骼與頭顱骨，是一個亞成年個體，身長接近3.1公尺，體重估計約35公斤。
模式種是薩氏左龍（Zuolong salleei），是在2001年由Jonah N. Choiniere、徐星等人所敘述、命名。屬名是为了纪念清朝的军事家左宗棠，他曾在19世紀消滅新疆動亂；種名則是以贊助研究經費的Hilmar Sallee為名。
左龙的腔静脉孔大而倾斜，沿着方轭骨中部扩张。科学家认为属于原始的虚骨龙类，后来又认为它与吐谷鲁龙（Tugulusaurus）是一个祖先分裂产生的两个物种。